# Дейвид Грейнджър
Дейвид Грейнджър (на испански: David Granger) е гвиански политик, настоящ президент на Гвиана от 16 май 2015 г.

## Биография
Роден е на 15 юли 1945 г. в Джорджтаун, Британска Гвиана (дн. Гвиана). Лидер е на управляващата партия „Народен национален конгрес“.